# Running Away (singolo)
Running Away è un singolo degli Hoobastank, il terzo estratto dall'omonimo album nel 2002.